# Ixoroideae
Ixoroideae, biljna potporodica, dio porodice Rubiaceae. Postoji 23 tribusa.

## Tribusi
1. Posoquerieae Delprete
2. Sipaneeae Bremek.
3. Condamineeae Benth. & Hook.f.
4. Sabiceeae A.Stahl
5. Mussaendeae Benth. & Hook.f.
6. Steenisieae Kainul. & B.Bremer
7. Retiniphylleae Benth. & Hook.f.
8. Jackieae Korth.
9. Trailliaedoxeae Kainul. & B.Bremer
10. Glionnetieae ined.
11. Aleisanthieae Mouly, J.Florence & B.Bremer
12. Greeneeae Mouly, J.Florence & B.Bremer
13. Ixoreae Benth. & Hook.f.
14. Vanguerieae Dumort.
15. Crossopterygeae F.White ex Bridson
16. Augusteae Kainul. & B.Bremer
17. Alberteae Sond.
18. Coffeeae DC.
19. Bertiereae Bridson
20. Octotropideae Bedd.
21. Pavetteae Dumort.
22. Sherbournieae Mouly & B.Bremer
23. Gardenieae A.Rich. ex DC.
24. neopisani tribus: 1) Mantalania Capuron ex Leroy (3 spp.); 2) Pseudomantalania J.-F. Leroy (1 sp.)
25. neopisani tribus: 1) Monosalpinx N. Hallé (1 sp.); 2) Didymosalpinx Keay (5 spp.)